# Афинеевский, Евгений
Евгений Афинеевский (род. 21 октября, 1972 года, Казань, Татарская АССР, РСФСР, СССР) — американский продюсер, режиссёр, актер, сценарист.

## Ранние годы
Евгений Афинеевский родился 21 октября 1972 года в Казани (СССР). В подростковом возрасте снял свой первый фильм, отмеченный наградой как лучший документальный фильм на кинофестивале в Казани, и впоследствии был приглашен принять участие в международном молодёжном кинофестивале, организованном всесоюзным пионерским лагерем «Орлёнок».
В начале 1990-х годов эмигрировал в США. Там он познакомился с режиссёром Менахемом Голаном и начал свою карьеру в киноиндустрии.
В период с 1994 по 2000 годы был продюсером свыше 30 мюзиклов в Израиле, среди которых «Летучая мышь», «Цыганский барон», «Венская кровь», «Ночь в Венеции», «Сильва Королева Чардаша» и другие.
В период с 1997 года по начало 1999 года выступал как продюсер и как режиссёр в постановке пьесы Агата Кристи «Мышеловка».
В 1999 году, будучи в Израиле, был занят в качестве режиссера телевизионного сериала «Дни любви». В период с 2000 по 2002 годы выступал в качестве продюсера трёх полнометражных художественных фильмов: «Преступление и наказание», «Игра со смертью» и «Возвращение из Индии».
В 2005 году картина «Возвращение из Индии» была отмечена Специальной наградой жюри на 38-м ежегодном международном кинофестивале в Хьюстоне.
В 2007 году был награждён Платиновой наградой Remi на 40-м ежегодном международном кинофестивале в Хьюстоне за фильм «Преступление и наказание». В 2008 году получил Платиновую награду Remi за кинофильм «Игра со смертью».
Комедия «Ой, вей! Мой сын гей!!», съемки которой проходили с 2008 по 2010 года, стала дебютной картиной Афинеевского как кинорежиссера и принесла ему свыше 23 наград[уточнить] на кинофестивалях.
Документальный образовательный проект «Развод глазами детей» (Divorce: A Journey Through the Kids’ Eyes) был награжден рядом наград на кинофестивалях в США.
В период с 2013 по 2015 годы Афинеевский работал над полнометражным документальным фильмом «Зима в огне» о протестах Евромайдана на Украине. Мировая премьера «Зимы в огне» состоялась 3 сентября 2015 года на 72-м Венецианском кинофестивале. Фильм был также показан в рамках основной программы международного кинофестиваля Telluride в Колорадо. Кинокартина «Зима в огне» была отмечена Призом зрительским симпатий в категории лучший документальный фильм на Международном кинофестивале в Торонто, награждена Почетной Наградой Телевизионной Академии США, была номинирована на награду «Оскар» в категории «Лучший документальный фильм», а также попала в число номинантов премии «Эмми» в категории «Выдающиеся заслуги в области документального кино».
25 сентября 2015 года в Вашингтоне в рамках мероприятий, посвящённых Дню независимости Украины состоялся допремьерный показ фильма «Зима в огне», во время которого предстоятель неканонической Украинской православной церкви Киевского патриархата Филарет наградил режиссёра Афинеевского орденом Святого Владимира Великого.
21 ноября 2015 года за фильм «Зима в огне» президент Украины Пётр Порошенко наградил режиссёра крестом Ивана Мазепы.
Мировая премьера фильма «Слёзы из Сирии» состоялась в рамках показов основной программы фестиваля «Сандэнс» в 2017 году. 2 ноября 2017 года Ассоциация телевизионных кинокритиков США, проводящая ежегодную премию Critics' Choice Documentary Awards, вручила Афинеевскому награду как лучшему режиссеру в категории документального кино.